# Radical SR3
Radical SR3 — спортивний автомобіль британського автовиробника Radical, який виробляється у Пітерборо з 2002 року. Автомобіль вважається подальшою розробкою Clubsport 1100.

## Історія
Автомобіль був розроблений дизайнером гоночних автомобілів Майком Пілбімом. SR3 вважається найуспішнішою моделлю Radical, було продано понад 1100 одиниць. Спочатку автомобіль був розроблений для участі в міжнародних змаганнях у класі C3 FIA.
У 2009 році була представлена додатково розроблена версія Radical SR3. Також доступний варіант Radical SR3 SL, як вулична легальна (Street Legal) версія для малосерійних транспортних засобів.
Восени 2014 року Radical представив перероблену версію гоночної версії з SR3 RSX.

## Двигуни
- 1.3 л Suzuki Hayabusa 1300 І4 197/205/229 к.с.
- 1.5 л Suzuki Hayabusa 1300 І4 Turbo 260/262 к.с.
- 2.0 л Ford EcoBoost І4 Turbo 243 к.с.